# Rosalina (película)
Rosaline es una película de comedia romántica estadounidense de 2022 dirigida por Karen Maine, escrita por Scott Neustadter y Michael H. Weber, y protagonizada por Kaitlyn Dever , Isabela Merced, Kyle Allen, Sean Teale, Christopher McDonald, Minnie Driver y Bradley Whitford . Se basa en la novela para adultos jóvenes de 2012 When You Were Mine de Rebecca Serle, que a su vez se inspiró en Romeo y Julieta de William Shakespeare .
La película tuvo su estreno mundial el 6 de octubre de 2022 en el Teatro El Capitán y se estrenó el 14 de octubre de 2022 en Hulu en los Estados Unidos, Disney+ a nivel internacional y Star+ en América Latina. La película se eliminó de Disney+ el 26 de mayo de 2023.

## Trama
Rosaline es una joven ambiciosa y progresista de la casa de los Capuleto. Ella ha estado viendo en secreto a Romeo, un miembro de los rivales de los Capuleto, los Montesco, y promete encontrarse con él en el baile de máscaras de los Capuleto. Rosaline pierde el balón debido a un encuentro con un pretendiente, Dario Penza, que sale mal cuando quedan atrapados en un barco en medio de una tormenta; Mientras tanto, Romeo se enamora de la prima de Rosaline, Julieta. Rosaline sigue a Romeo y lo ve cortejando a Julieta.
Lord y Lady Capuleto visitan al padre de Rosaline, Adrian, y traen a Tybalt y Juliet con ellos. Rosaline le informa a Julieta que sabe de la relación de este último con Romeo y pasa más tiempo con ella, con la esperanza de que Julieta se olvide de Romeo. Rosaline le escribe cartas a Romeo y se consterna cuando él no responde. Ella se entera de que Romeo todavía está cortejando a Juliet y la ayuda a rechazarlo, pero Juliet encuentra un collar grabado con los nombres de Romeo y Rosaline y se da cuenta del plan de su prima. Julieta declara con confianza que Romeo no volverá con Rosaline.
Rosaline convence a su amigo el conde Paris de que corteje a Juliet para distraerla de su homosexualidad ; los Capuleto aceptan de todo corazón el traje, para consternación de Julieta. Rosaline encuentra una carta de Romeo a Julieta y se da cuenta de que los dos están a punto de fugarse . Rosaline y Dario se infiltran en la finca Montague con la intención de detener la boda, pero los guardias los atrapan y escapan a caballo. Dario le dice a Rosaline que se reincorporará a la marina. Rosaline se da cuenta de que realmente no amaba a Romeo y envía sus cartas a Juliet, pero Tybalt intercepta el mensaje. Romeo mata a Tybalt en un duelo; sus respectivos padres exigen que se anule el matrimonio de Romeo y Julieta y se declaran la guerra.
Dario y Rosaline llegan a la habitación de Juliet y se ofrecen a llevarla a ella y a Romeo a un lugar seguro, solo para descubrir que Juliet ya ha llevado a cabo su plan para fingir su muerte. Se supone que Rosaline tuvo la culpa, pero escapa con la ayuda de su padre. Ella llega al cuerpo de Julieta para encontrar a Romeo todavía con vida, ya que Darío le había informado del plan. Rosaline le dice a Romeo que finja estar muerto y regaña a los Montesco y Capuleto que llegan por su enemistad. Las familias parten. Rosaline y Dario despiden a Romeo y Julieta en los muelles antes de compartir un beso.
En una escena de mitad de créditos, Romeo y Julieta intentan encontrar intereses comunes en el barco.

## Elenco
- Kaitlyn Dever como Rosaline Capuleto
- Isabela Merced como Julieta Capuleto
- Kyle Allen como Romeo Montague
- Sean Teale como Darío Penza
- Christopher McDonald como Lord Capuleto
- Minnie Driver como la enfermera Janet
- Bradley Whitford como Adrian Capuleto, el padre de Rosaline Spencer Stevenson como Paris
- Nico Hiraga como Steve el Mensajero
- Alistair Toovey como Teobaldo
- Alhaji Fofana como Benvolio Nicolás
- Rowe como Lord Montague
- Miloud Mourad Benamara como Custodio
- Lew Temple como Mr.Danieli

En mayo de 2021, se anunció que 20th Century Studios había retomado la película, después de comenzar inicialmente el desarrollo en MGM . También se anunció que Karen Maine había sido contratada para dirigir la película basada en un guion de Scott Neustadter y Michael H. Weber, que a su vez se basa en la novela para adultos jóvenes de 2012 When You Were Mine de Rebecca Serle .
Ese mismo mes se anunció que Kaitlyn Dever había sido elegida para el papel principal. Más tarde, en junio de 2021, se anunció que Isabela Merced había sido elegida como Julieta . En julio de 2021, Kyle Allen fue elegido como Romeo . Ese mismo mes, Bradley Whitford fue elegido. En agosto, Minnie Driver firmó para interpretar una versión de The Nurse de la historia original.
El rodaje tuvo lugar en la Toscana, Italia, a partir de septiembre de 2021 y concluyó en octubre.

## Música
Drum & Lace e Ian Hultquist se unieron para componer la película en mayo de 2022. Los dos utilizaron instrumentos como el clavicémbalo, el laúd, flautas de madera y tambores renacentistas junto con instrumentos contemporáneos como cajas de ritmos y sintetizadores analógicos y suaves para la partitura, que se grabó en la ciudad de Nueva York . Los dos también tenían un conjunto de cuerdas de 15 piezas.

## Marketing
Las imágenes de primer vistazo se revelaron el 11 de agosto de 2022. El avance oficial se lanzó el 22 de septiembre de 2022, con la canción de Icona Pop de 2012 " I Love It ". Escribiendo para IndieWire, Samantha Bergeson declaró que " Rosaline en parte actúa como un quién es quién de Gen Z Hollywood", citando a Dever, Merced y Allen protagonizando las próximas películas Ticket to Paradise, Madame Web y Masters of el Universo, respectivamente.

## Estreno
Rosaline tuvo su estreno mundial el 6 de octubre de 2022 en el Teatro El Capitán . La película se estrenó el 14 de octubre de 2022 en Hulu en los Estados Unidos, Disney+ a nivel internacional, Disney+ Hotstar en el sudeste asiático y Star+ en América Latina. Disney anunció que Rosaline se transmitiría en Disney+ en los EE. UU. pero limitado por 5 días, que comenzaría del 10 al 15 de febrero. Ya no está disponible en Disney+ en los EE. UU.

## Recepción

### Audiencia de audiencia
Según Whip Media, Rosaline fue la sexta película más reproducida en todas las plataformas en los Estados Unidos durante la semana del 16 de octubre de 2022, y la octava película más reproducida en todas las plataformas en los Estados Unidos durante la semana. del 21 de octubre de 2022.

### Respuesta crítica
On the review aggregator website Rotten Tomatoes, 74% of 78 critics' reviews are positive, with an average rating of 6.5/10. The website's consensus reads: "Rosaline covers well-trod territory, but Kaitlyn Dever's engaging performance in the title role makes this period romance easy to love." Metacritic assigned the film a weighted average score of 61 out of 100 based on 17 critics, indicating "generally favorable reviews."